# Geographical Memoirs on New South Wales
Geographical Memoirs on New South Wales (abreviado Geogr. Mem. New South Wales) es una revista con descripciones botánicas que fue editada por Barron Field y publicado por John Murray en el año 1825.